# Glandulactis
Glandulactis is een geslacht van zeeanemonen uit de klasse van de Anthozoa (bloemdieren).

## Soort
- Glandulactis spetsbergensis (Carlgren, 1893)